# 山口県第4区
山口県第4区（やまぐちけんだい4く）は、1994年（平成6年）から2022年（令和4年）まで存在した、日本の衆議院議員総選挙における選挙区。

## 区域
2022年（令和4年）の公職選挙法改正で廃止され、3区の一部となった。
2013年（平成25年）公職選挙法改正から2022年の小選挙区改定までの区域は以下のとおりである。
- 下関市
- 長門市

1994年（平成6年）公職選挙法改正から2013年の小選挙区改定までの区域は以下のとおりである。
- 下関市
- 長門市
- 豊浦郡
- 大津郡

## 歴史
中選挙区の旧山口1区時代を含めて自由民主党の強固な地盤を築いている保守王国である。旧山口1区時代には安倍晋太郎と晋三父子、田中龍夫、林義郎らが激しい争いを繰り広げていたが、田中は1990年に引退し（田中後継の河村建夫は旧山口1区→山口3区選出で2021年に引退）、小選挙区制が導入された際に林義郎が比例中国ブロック単独候補に転出（2003年に引退）、林義郎の長男の林芳正は参議院議員として山口県選挙区から立候補したのち2021年に山口3区から立候補して衆議院議員として当選している。
第41回衆議院議員総選挙（1996年）以降は党幹事長や内閣官房長官を歴任し、第90・96・97・98代内閣総理大臣を務めた安倍晋三が強固な地盤を築き、民主党への政権交代が起き自民党に猛烈な逆風が吹き荒れて下野した2009年の第45回衆議院議員総選挙でさえも、他党の候補に比例復活すら許さず大差で制しており、事実上の無風区となっていた。
しかし、2022年7月8日、議席を保持して来た安倍が銃撃を受け暗殺されたことから、2023年4月に補欠選挙が実施され、元下関市議会議員の吉田真次が初当選した。
なお、2022年6月に衆議院議員選挙区画定審議会において勧告された衆議院小選挙区の区割り見直し案では、現・山口3区の西半分（萩市・美祢市・山陽小野田市・阿武郡）と合わせて新たに「山口県第3区」とされ、公職選挙法の改正により勧告どおり区割り見直しが行われたことから、次回衆院選以降「山口県第4区」は廃止となったが、前述の補欠選挙は第49回衆議院議員総選挙と同じ区割りで行われた（山口県第4区の選挙としては最後となった）。
ちなみに、第50回衆議院議員総選挙において吉田は当該選挙区廃止後、比例中国ブロックに回り再選を果たしている。

## 小選挙区選出議員
| 選挙名                   | 年                 | 当選者   | 党派       | 備考                    |
| ------------------------ | ------------------ | -------- | ---------- | ----------------------- |
| 第41回衆議院議員総選挙   | 1996年（平成8年）  | 安倍晋三 | 自由民主党 |                         |
| 第42回衆議院議員総選挙   | 2000年（平成12年） | 安倍晋三 | 自由民主党 |                         |
| 第43回衆議院議員総選挙   | 2003年（平成15年） | 安倍晋三 | 自由民主党 |                         |
| 第44回衆議院議員総選挙   | 2005年（平成17年） | 安倍晋三 | 自由民主党 |                         |
| 第45回衆議院議員総選挙   | 2009年（平成21年） | 安倍晋三 | 自由民主党 |                         |
| 第46回衆議院議員総選挙   | 2012年（平成24年） | 安倍晋三 | 自由民主党 |                         |
| 第47回衆議院議員総選挙   | 2014年（平成26年） | 安倍晋三 | 自由民主党 |                         |
| 第48回衆議院議員総選挙   | 2017年（平成29年） | 安倍晋三 | 自由民主党 |                         |
| 第49回衆議院議員総選挙   | 2021年（令和3年）  | 安倍晋三 | 自由民主党 |                         |
| 第49回衆議院議員補欠選挙 | 2023年（令和5年）  | 吉田真次 | 自由民主党 | ※安倍晋三の死去に伴う。 |

## 選挙結果
当日有権者数：239,874人　最終投票率：34.71%

| 当落 | 候補者名 | 年齢 | 所属党派       | 新旧 | 得票数   | 得票率 | 推薦・支持 |
| ---- | -------- | ---- | -------------- | ---- | -------- | ------ | ---------- |
| 当   | 吉田真次 | 38   | 自由民主党     | 新   | 51,961票 | 63.48% | 公明党推薦 |
|      | 有田芳生 | 71   | 立憲民主党     | 新   | 25,595票 | 31.27% |            |
|      | 大野頼子 | 49   | 無所属         | 新   | 2,381票  | 2.91%  |            |
|      | 渡部亜衣 | 37   | 政治家女子48党 | 新   | 1,186票  | 1.45%  |            |
|      | 竹本秀之 | 67   | 無所属         | 新   | 734票    | 0.90%  |            |

時の内閣：第1次岸田内閣 解散日：2021年10月14日 公示日：2021年10月19日
当日有権者数：24万4858人 最終投票率：48.64%（前回比：8.95%） （全国投票率：55.93%（2.25%））
| 当落 | 候補者名 | 年齢 | 所属党派     | 新旧 | 得票数   | 得票率 | 惜敗率 | 推薦・支持 | 重複 |
| ---- | -------- | ---- | ------------ | ---- | -------- | ------ | ------ | ---------- | ---- |
| 当   | 安倍晋三 | 67   | 自由民主党   | 前   | 80,448票 | 69.72% | ――     | 公明党推薦 | ○    |
|      | 竹村克司 | 49   | れいわ新選組 | 新   | 19,096票 | 16.55% | 23.74% |            | ○    |
|      | 大野頼子 | 47   | 無所属       | 新   | 15,836票 | 13.73% | 19.68% |            | ×    |

- 竹村は2023年2月、下関市議会議員選挙へ立候補し当選。

時の内閣：第3次安倍第3次改造内閣 解散日：2017年9月28日 公示日：2017年10月10日
当日有権者数：25万6464人 最終投票率：57.59%（前回比：5.03%） （全国投票率：53.68%（1.02%））
| 当落 | 候補者名 | 年齢 | 所属党派   | 新旧 | 得票数    | 得票率 | 惜敗率 | 推薦・支持 | 重複 |
| ---- | -------- | ---- | ---------- | ---- | --------- | ------ | ------ | ---------- | ---- |
| 当   | 安倍晋三 | 63   | 自由民主党 | 前   | 104,825票 | 72.57% | ――     | 公明党     |      |
|      | 藤田時雄 | 63   | 希望の党   | 新   | 18,567票  | 12.85% | 17.71% |            | ○    |
|      | 西岡広伸 | 54   | 日本共産党 | 新   | 13,721票  | 9.50%  | 13.09% |            |      |
|      | 黒川敦彦 | 39   | 無所属     | 新   | 6,687票   | 4.63%  | 6.38%  |            | ×    |
|      | 郡昭浩   | 56   | 無所属     | 新   | 645票     | 0.45%  | 0.62%  |            | ×    |

時の内閣：第2次安倍改造内閣 解散日：2014年11月21日 公示日：2014年12月2日
当日有権者数：25万8934人 最終投票率：52.56%（前回比：6.87%） （全国投票率：52.66%（6.66%））
| 当落 | 候補者名 | 年齢 | 所属党派   | 新旧 | 得票数    | 得票率 | 惜敗率 | 推薦・支持 | 重複 |
| ---- | -------- | ---- | ---------- | ---- | --------- | ------ | ------ | ---------- | ---- |
| 当   | 安倍晋三 | 60   | 自由民主党 | 前   | 100,829票 | 76.27% | ――     | 公明党     |      |
|      | 吉田貞好 | 61   | 日本共産党 | 新   | 17,358票  | 13.13% | 17.22% |            |      |
|      | 渡辺利絵 | 51   | 無所属     | 新   | 14,018票  | 10.60% | 13.90% | 生活の党   | ×    |

時の内閣：野田第3次改造内閣 解散日：2012年11月16日 公示日：2012年12月4日
当日有権者数：26万3255人 最終投票率：59.43%（前回比：11.62%） （全国投票率：59.32%（9.96%））
| 当落 | 候補者名   | 年齢 | 所属党派   | 新旧 | 得票数    | 得票率 | 惜敗率 | 推薦・支持 | 重複 |
| ---- | ---------- | ---- | ---------- | ---- | --------- | ------ | ------ | ---------- | ---- |
| 当   | 安倍晋三   | 58   | 自由民主党 | 前   | 118,696票 | 78.17% | ――     | 公明党     |      |
|      | 財満慎太郎 | 45   | 民主党     | 新   | 19,336票  | 12.73% | 16.29% |            | ○    |
|      | 桧垣徳雄   | 48   | 日本共産党 | 新   | 13,815票  | 9.10%  | 11.64% |            |      |

時の内閣：麻生内閣 解散日：2009年7月21日 公示日：2009年8月18日
当日有権者数：26万9088人 最終投票率：71.05%（前回比：2.11%） （全国投票率：69.28%（1.77%））
| 当落 | 候補者名   | 年齢 | 所属党派   | 新旧 | 得票数    | 得票率 | 惜敗率 | 推薦・支持 | 重複 |
| ---- | ---------- | ---- | ---------- | ---- | --------- | ------ | ------ | ---------- | ---- |
| 当   | 安倍晋三   | 54   | 自由民主党 | 前   | 121,365票 | 64.25% | ――     |            | ○    |
|      | 戸倉多香子 | 50   | 民主党     | 新   | 58,795票  | 31.13% | 48.44% |            | ○    |
|      | 木佐木大助 | 54   | 日本共産党 | 新   | 8,725票   | 4.62%  | 7.19%  |            |      |

- 戸倉は2011年に県議会議員選挙（周南市選挙区）へ立候補し、当選。
- 木佐木は2011年に県議会議員選挙（下関市選挙区）へ立候補し、当選。

時の内閣：第2次小泉改造内閣 解散日：2005年8月8日 公示日：2005年8月30日
当日有権者数：27万5663人 最終投票率：68.94%（前回比：3.93%） （全国投票率：67.51%（7.65%））
| 当落 | 候補者名   | 年齢 | 所属党派   | 新旧 | 得票数    | 得票率 | 惜敗率 | 推薦・支持 | 重複 |
| ---- | ---------- | ---- | ---------- | ---- | --------- | ------ | ------ | ---------- | ---- |
| 当   | 安倍晋三   | 50   | 自由民主党 | 前   | 137,701票 | 73.62% | ――     |            | ○    |
|      | 加藤隆     | 56   | 民主党     | 新   | 36,847票  | 19.70% | 26.76% |            | ○    |
|      | 木佐木大助 | 50   | 日本共産党 | 新   | 12,499票  | 6.68%  | 9.08%  |            |      |

時の内閣：第1次小泉第2次改造内閣 解散日：2003年10月10日 公示日：2003年10月28日
当日有権者数：27万6936人 最終投票率：65.01%（前回比：0.03%） （全国投票率：59.86%（2.63%））
| 当落 | 候補者名   | 年齢 | 所属党派   | 新旧 | 得票数    | 得票率 | 惜敗率 | 推薦・支持 | 重複 |
| ---- | ---------- | ---- | ---------- | ---- | --------- | ------ | ------ | ---------- | ---- |
| 当   | 安倍晋三   | 49   | 自由民主党 | 前   | 140,347票 | 79.75% | ――     |            |      |
|      | 小島潤一郎 | 32   | 社会民主党 | 新   | 21,202票  | 12.05% | 15.11% |            | ○    |
|      | 池之上博   | 49   | 日本共産党 | 新   | 14,438票  | 8.20%  | 10.29% |            |      |

時の内閣：第1次森内閣 解散日：2000年6月2日 公示日：2000年6月13日 最終投票率：65.04% （全国投票率：62.49%（2.84%））
| 当落 | 候補者名 | 年齢 | 所属党派   | 新旧 | 得票数    | 得票率 | 惜敗率 | 推薦・支持 | 重複 |
| ---- | -------- | ---- | ---------- | ---- | --------- | ------ | ------ | ---------- | ---- |
| 当   | 安倍晋三 | 45   | 自由民主党 | 前   | 121,835票 | 71.71% | ――     |            | ○    |
|      | 池之上博 | 46   | 日本共産党 | 新   | 48,068票  | 28.29% | 39.45% |            |      |

時の内閣：第1次橋本内閣 解散日：1996年9月27日 公示日：1996年10月8日 （全国投票率：59.65%（8.11%））
| 当落 | 候補者名 | 年齢 | 所属党派   | 新旧 | 得票数   | 得票率 | 惜敗率 | 推薦・支持 | 重複 |
| ---- | -------- | ---- | ---------- | ---- | -------- | ------ | ------ | ---------- | ---- |
| 当   | 安倍晋三 | 42   | 自由民主党 | 前   | 93,459票 | 54.34% | ――     |            | ○    |
|      | 古賀敬章 | 43   | 新進党     | 前   | 59,676票 | 34.70% | 63.85% |            |      |
|      | 池之上博 | 42   | 日本共産党 | 新   | 18,853票 | 10.96% | 20.17% |            |      |

- 古賀は第45回に福岡4区から立候補し、当選。